# Sojus TMA-6
Sojus TMA-6 ist die Missionsbezeichnung für den Flug eines russischen Sojus-Raumschiffs zur Internationalen Raumstation (ISS). Es war der zehnte Besuch eines Sojus-Raumschiffs bei der ISS und der 116. Flug im Sojusprogramm.

## Besatzung

### Startbesatzung
- Sergei Konstantinowitsch Krikaljow (6. Raumflug), Kommandant  ( Roskosmos/ Russland)
- John Lynch Phillips (2. Raumflug), Bordingenieur ( NASA/ Vereinigte Staaten)
- Roberto Vittori (2. Raumflug), Bordingenieur ( ESA/ Italien)

Mit diesem Flug erreichte Krikaljow als erster Kosmonaut die sowjetische/russische Rekordmarke von sechs Raumflügen.

### Ersatzmannschaft
- Michail Wladislawowitsch Tjurin, Kommandant ( Roskosmos/ Russland)
- Daniel Michio Tani, Bordingenieur-1 ( NASA/ Vereinigte Staaten)
- Robert Brent Thirsk, Bordingenieur-2 ( CSA/ Kanada)

### Rückkehrbesatzung
- Sergei Konstantinowitsch Krikaljow (6. Raumflug), Kommandant ( Roskosmos/ Russland)
- John Lynch Phillips (2. Raumflug), Bordingenieur ( NASA/ Vereinigte Staaten)
- Gregory Olsen (1. Raumflug), Weltraumtourist ( Vereinigte Staaten)

## Missionsüberblick

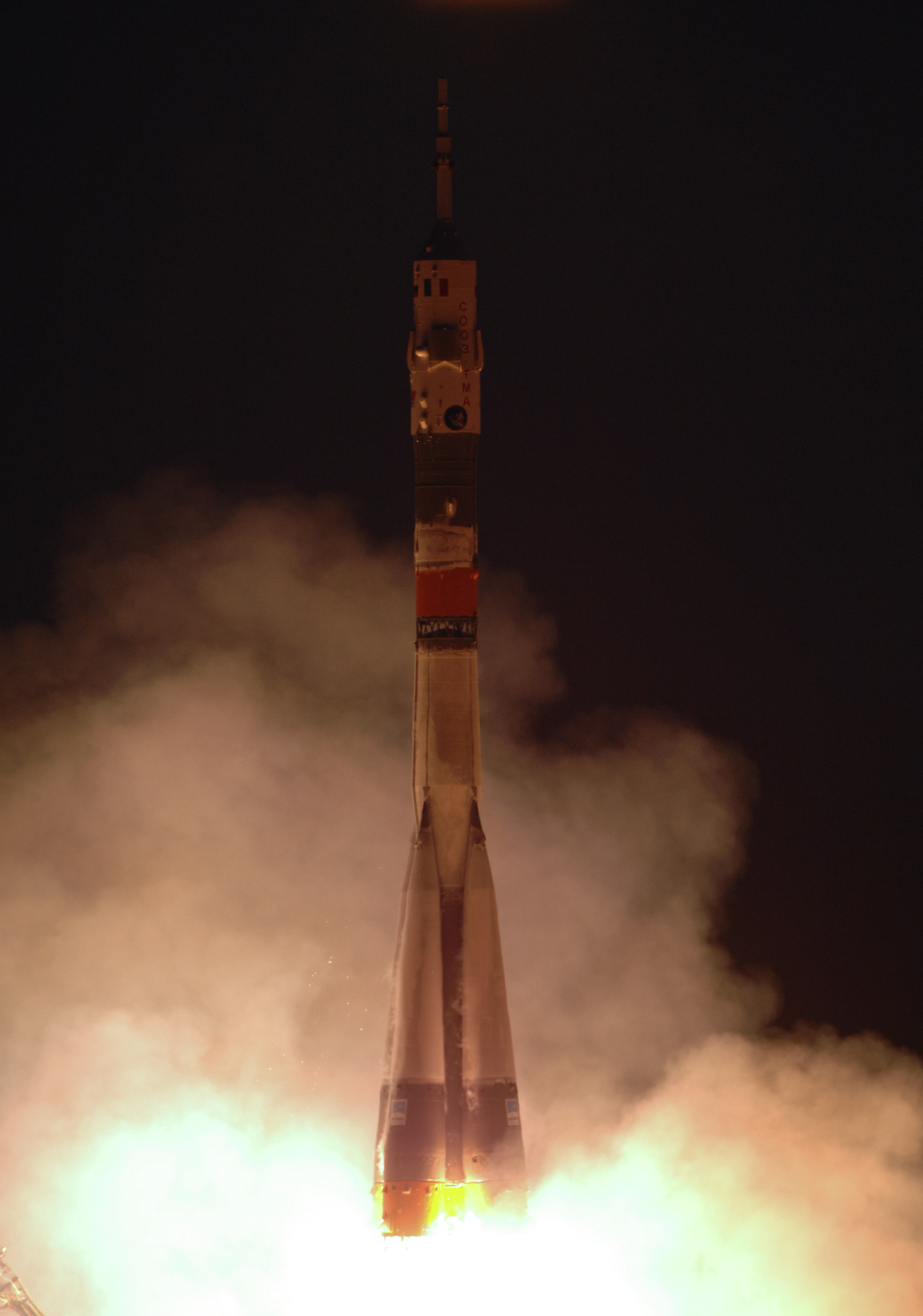
Start von Sojus TMA-6

Dieser Flug war eine Crewaustauschmission zur ISS und der 26. bemannte Flug zu dieser Station. Die auf der Raumstation arbeitende Expedition 10 wurde durch die Mannschaft der Expedition 11 abgelöst. Sie bestand aus dem russischen Kosmonauten Sergei Krikaljow (Kommandant) und dem US-Amerikaner John Phillips (Bordingenieur). Zusätzlich flog der ESA-Astronaut Roberto Vittori mit, der nach einem kurzen Stationsaufenthalt von 9 Tagen, 21 Stunden und 21 Minuten am 24. April 2005 mit der Sojus TMA-5-Landekapsel zur Erde zurückkehrte.
Roberto Vittori brachte ein Gemälde des deutsch-russischen Künstlers George Pusenkoff Single Mona Lisa (1:1) mit auf die Raumstation, das ein verfremdetes Abbild der Mona Lisa von Leonardo da Vinci zeigt, und machte Video- und Fotoaufnahmen von dem Werk in der Internationalen Raumstation. Diese Kunstaktion, von Pusenkoff initiiert, wurde hauptsächlich durch den Einsatz des damaligen italienischen Botschafters in Russland, Gianfranco Facco Bonetti, möglich. Die Verbindung von Wissenschaft und Kunst, wie sie da Vinci selbst auch lebte, wurde hier dazu genutzt, seinen Geist nicht nur auf der Erde, sondern auch im Weltall wirken zu lassen. Die Fotos sind in dem Buch Mona Lisa Travels dokumentiert.
Der Start erfolgte mit einer Trägerrakete vom Typ Sojus-FG vom Weltraumbahnhof Baikonur am 15. April 2005 um 00:46:25 Uhr UTC. Am 17. April 2005 um 02:19 Uhr UTC dockte Sojus TMA-6 an der Station an. Um 04:46 Uhr UTC betrat die Besatzung die Raumstation. Am 19. Juli zwischen 10:38 und 11:08 Uhr UTC wurde ein Umdocken des Raumschiffs zu einem anderen Andockplatz durchgeführt.
Die beiden Raumfahrer Krikaljow und Phillips  arbeiteten als 11. Stammbesatzung auf der ISS und führten  39 wissenschaftliche Experimente durch. Eine wichtige Arbeit ihrer Mission war die Reparatur der defekten Sauerstoffaufbereitungsanlage „Elektron“. Außerdem erhielten sie Besuch vom Space Shuttle „Discovery“ (STS-114) und drei Progress-Raumtransportern.
Am 10. Oktober 2005 um 18:44 Uhr UTC wurden die Luken zwischen Sojus TMA-6 und der ISS geschlossen, um 21:49 Uhr UTC dockte Sojus TMA-6 von der Internationalen Raumstation ab. Die Landung erfolgte am 11. Oktober um 01:09 Uhr UTC in Kasachstan, 85 km (nach anderen Angaben 58 km) von Arkalik entfernt.
Sergei Krikaljow stellte mit diesem Flug einen neuen Langzeitrekord auf. Seine Gesamtflugzeit beträgt nun rund 803 Tage, 9 Stunden und 41 Minuten.

## Weitere Flugdaten
- Kopplung ISS: 17. April 2005, 02:20 UTC (an das Modul Pirs)
- Abkopplung ISS: 19. Juli 2005, 10:38 UTC (vom Modul Pirs)
- Kopplung ISS: 19. Juli 2005, 11:08 UTC (an das Modul Sarja)
- Abkopplung ISS: 10. Oktober 2005, 21:49 UTC (vom Modul Sarja)